# 安复县
安复县，西晋时设置的县。

### 第一次设立
西晋太康元年（280年），安成县改为安复县。属安成郡，治所在今安福县西严田镇东北竹山下。隋开皇九年（589年），将安复县、平都县二县合并为安成县，属庐陵郡。治所即今江西安福县。

### 第二次设立
隋开皇十八年（598年），安成县改安复县，属庐陵郡。治所即今江西安福县。唐武德五年（622年），平林士弘，改庐陵郡为吉州，武德七年（624年），改安复县为安福县，安福之名自此始。